# Myzozoa
Sous-embranchement
Les Myzozoa sont  un sous-embranchement de protistes de l’embranchement des Miozoa.

## Liste des classes
Selon GBIF (23 avril 2025) :
- Aconoidasida Mehlhorn, Peters & Haberkorn, 1980
- Apicomonadea Cavalier-Smith, 1993
- Coccidiomorphea Doflein, 1901
- Colponemea Cavalier-Smith, 1993
- Conoidasida Levine, 1988
- Dinophyceae Fritsch, 1927
- Ellobiopsea Loeblich, 1970
- Myzomonadea Cavalier-Smith & Chao 2004
- Noctilucea Haeckel, 1886
- Oxyrrhea Cavalier-Smith, 1987
- † Peridinea Ehrenberg, 1830
- Perkinsea Levine, 1978
- Syndinea Chatton, 1920

## Liste des infra-embranchements, super-classes et classes
Selon AlgaeBase (14 décembre 2022) :
- Infra-embanchement Apicomplexa
  - Super-classe Apicomonada
    - Classe Apicomonadea

  - Super-classe Sporozoa
- Infra-embanchement Dinozoa Cavalier-Smith, 1998
  - Super-classe Dinoflagellata Bütschli , 1885
    - Classe Dinophyceae F.E.Fritsch, 1927
    - Classe Ellobiophyceae Loeblich, 1970
    - Classe Noctilucophyceae R.A.Fensome, F.J.R.Taylor, G.Norris, W.A.S.Sarjeant, D.I.Wharton & G.L.Williams
    - Classe Oxyrrhidophyceae (Oxyrrhida) Cavalier-Smith
    - Classe Syndiniophyceae Chatton, 1920

  - Super-classe Perkinsozoa Norén & Moestrup, 1999
    - Classe Perkinsea Levine, 1978

Selon IRMNG (23 avril 2025) :
- Infra-embranchement Apicomplexa
  - Super-classe Apicomonada
    - Classe Apicomplexa incertae sedis

  - Super-classe Sporozoa
    - Classe Apicomplexa
- Infra-embranchement Dinozoa
  - Super-classe Dinoflagellata
    - Classe Dinophyceae

  - Super-classe Perkinsozoa
    - Classe Myzomonadea
    - Classe Perkinsea
    - Classe Squirmidea

## Systématique
Le nom valide complet (avec auteur) de ce taxon est Myzozoa Cavalier-Smith & E.E.Chao, 2004.
Myzozoa a pour synonyme :
- Miozoa